# Koit Toome
Koit Toome, né le 3 janvier 1979 à Tallinn, est un chanteur estonien ayant représenté l'Estonie au Concours Eurovision de la chanson 2017 avec la chanson Verona, en duo avec Laura Põldvere. Il avait auparavant représenté son pays au Concours Eurovision de la chanson 1998, avec la chanson Mere lapsed (Enfants de la mer), se classant 12ème avec 24 points.
Il a également remporté Tantsud tähtedega, la version estonienne de Danse avec les stars.
Il est également doubleur et a réalisé la voix estonienne de Flash McQueen dans les films Cars.